# Young Americans for Liberty
Young Americans for Liberty (YAL, dịch nghĩa: "Thanh niên Mỹ vì tự do") là một tổ chức hoạt động sinh viên theo chủ nghĩa tự do cá nhân, chủ nghĩa tự do cổ điển và chủ nghĩa bảo thủ có trụ sở tại Austin, Texas. Được thành lập năm 2008 theo sau chiến dịch tranh cử tổng thống của Ron Paul, YAL thành lập hội nhóm tại các trường trung học và đại học trên khắp Hoa Kỳ với mục đích "thúc đẩy tự do nơi học đường và trong chính trị bầu cử Mỹ."